# Cédric Mafuta
Cédric Lionel Mafuta (nacido el 10 de noviembre de 1984 en Ginebra) es un jugador de baloncesto suizo que actualmente pertenece a la plantilla del BBC Monthey de la LNA, la máxima división suiza. Con 1,92 metros de altura puede jugar tanto en la posición de Escolta como en la de Alero. Es internacional absoluto con Suiza.

## Trayectoria profesional

### Meyrin Grand-Saconnex
Formado en las categorías inferiores del Meyrin Grand-Saconnex Basket, debutó con el primer equipo de la LNA en la temporada 2003-2004, estando en el club hasta la temporada 2005-2006.
En la primera temporada (2003-2004), jugó 13 partidos de liga y 5 de play-offs, promediando en liga 7,1 puntos (62,1 % en tiros de 2), 2,2 rebotes y 1,9 asistencias en 16 min, mientras que en play-offs promedió 3,6 puntos, 3,2 rebotes y 1,2 asistencias en 17 min.
A final de temporada fue elegido jugador más mejorado de la LNA por Eurobasket.com.
En la segunda temporada (2004-2005), jugó 22 partidos de liga y 2 de play-offs de descenso a la LNB, promediando en liga 5,8 puntos (33,3 % en triples), 3 rebotes y 1,3 asistencias en 15,9 min, mientras que en los play-offs de descenso promedió 4 puntos (66,7 % en tiros de 2), 1,5 asistencias y 2 robos en 13 min.
En la tercera temporada (2005-2006), jugó 22 partidos de liga y 1 de play-offs de descenso a la LNB, promediando en liga 7,1 puntos (84,4 % en tiros libres), 3,6 rebotes, 1,4 asistencias y 1 robo en 21 min, mientras que en el partido de play-offs de descenso que jugó, metió 6 puntos (3-5 de 2 y 0-3 de 3), cogió 1 rebote, dio 4 asistencias y robó 2 balones en 33 min.
Disputó un total de 57 partidos de liga y 3 de play-offs de descenso a la LNB con el conjunto de Grand-Saconnex entre las tres temporadas, promediando en liga 6,6 puntos (51,3 % en tiros de 2 y 70,5 % en tiros libres), 3 rebotes y 1,3 asistencias en 17,6 min de media, mientras que en los play-offs de descenso 4,6 puntos (63,6 % en tiros de 2), 2,3 asistencias y 2 robos en 19,6 min de media.

### Geneva Devils
Los siguientes dos años (2006-2008), estuvo en los Geneva Devils.
En su primera temporada (2006-2007), jugó 20 partidos de liga y 8 de play-offs, promediando en liga 7,5 puntos (52,2 % en tiros de 2, 34,4 % en triples y 88,5 % en tiros libres), 2,8 rebotes, 1,5 asistencias y 1,7 robos en 26,6 min, mientras que en play-offs promedió 5,4 puntos (88,9 % en tiros libres), 2,8 rebotes y 1,4 asistencias en 25,1 min.
Tuvo el 2º mejor % de tiros libres de toda la LNA.
En su segunda y última temporada (2007-2008), jugó 22 partidos de liga y 3 de play-offs, promediando en liga 9,5 puntos (51,6 % en tiros de 2), 4,6 rebotes, 2 asistencias y 1,8 robos en 30,1 min, mientras que en play-offs promedió 4,7 puntos, 5,7 rebotes, 1 asistencia y 1,7 robos en 28,7 min.
A final de temporada fue elegido en el mejor quinteto defensivo de la LNA por Eurobasket.com.
Disputó un total de 42 partidos de liga y 11 de play-offs con el cuadro de Ginebra entre las dos temporadas, promediando en liga 8,5 puntos (51,8 % en tiros de 2 y 73 % en tiros libres), 3,7 rebotes, 1,7 asistencias y 1,7 robos en 28,4 min de media, mientras que en play-offs promedió 5,1 puntos (62,5 % en tiros libres), 3,5 rebotes, 1,2 asistencias y 1 robo en 26,1 min de media. 

### Rhône Hérens Basket
Empezó la temporada 2008-2009 en el Rhône Hérens Basket, abandonando el equipo en diciembre de 2008.
Disputó 10 partidos de liga con el conjunto de Sion, promediando 10,3 puntos (52,2 % en tiros de 2 y 31,6 % en triples), 3,6 rebotes, 1,8 asistencias y 1,6 robos en 30,2 min de media.

### Retorno al MGS Grand-Saconnex Basket
Acabó la temporada 2008-2009 en el MGS Grand-Saconnex Basket, club en el que se formó y por el que fichó en febrero de 2009.
Disputó 4 partidos de liga con el conjunto de Grand-Saconnex, promediando 15,3 puntos (66,7 % en tiros de 2 y 37,5 % en triples), 3,5 rebotes, 2,5 asistencias y 1,3 robos en 31,5 min de media.
A final de temporada fue elegido en el mejor quinteto de jugadores suizos de la LNA por Eurobasket.com.

### BBC Nyon
Firmó para la temporada 2009-2010 por el BBC Nyon.
Disputó 29 partidos de liga y 4 de play-offs con el cuadro de Nyon, promediando en liga 5 puntos (50,5 % en tiros de 2), 2,7 rebotes, 1,9 asistencias y 1,1 robos en 20,2 min de media, mientras que en play-offs promedió 5 puntos (40 % en triples y 100 % en tiros libres), 2 rebotes, 2 asistencias y 1,5 robos en 19 min de media.

### BBC Monthey
Fichó por el BBC Monthey para la temporada 2010-2011.
Disputó 27 partidos de liga y 6 de play-offs con el conjunto de Monthey, promediando en liga 6,8 puntos (53 % en tiros de 2), 2,8 rebotes, 1,9 asistencias y 1,5 robos en 23 min de media, mientras que en play-offs promedió 4,8 puntos (75 % en tiros libres) y 2,8 rebotes en 18,3 min de media.

### Vuelta a los Lions de Genève
Firmó para la temporada 2011-2012 por los Lions de Genève, volviendo así al equipo tres años después.
Disputó 8 partidos de liga con el cuadro de Ginebra, promediando 2,3 puntos y 1,3 rebotes en 10,4 min de media.

### Retorno al BBC Monthey
Fichó por el BBC Monthey para la temporada 2012-2013, volviendo de esta manera al equipo tras un año. Permanece actualmente en el club y ganó la Copa de la Liga de Suiza en 2016.
En su primera temporada (2012-2013), jugó 26 partidos de liga y 4 de play-offs, promediando en liga 6,3 puntos (73,7 % en tiros libres), 2,8 rebotes y 2,3 asistencias en 25,9 min, mientras que en play-offs promedió 6 puntos (75 % en tiros libres) y 2,5 rebotes en 24,5 min.
En su segunda temporada (2013-2014), jugó 25 partidos de liga con un promedio de 7,2 puntos, 3,4 rebotes, 2 asistencias y 1,4 robos en 29,9 min.
En su tercera temporada (2014-2015), jugó 21 partidos de liga y 7 de play-offs, promediando en liga 9,2 puntos, 4 rebotes y 1,9 asistencias en 32,4 min, mientras que en play-offs promedió 5,7 puntos, 3,4 rebotes, 1,7 asistencias y 1 robo en 29,4 min.
En su cuarta temporada (2015-2016), jugó 27 partidos de liga y 5 de play-offs, promediando en liga 8,6 puntos (53,8 % en tiros de 2, 36,2 % en triples y 77,4 % en tiros libres), 5,1 rebotes, 2,1 asistencias y 1,1 robos en 30,7 min, mientras que en play-offs promedió 4,6 puntos y 3,2 rebotes en 21,6 min.

## Selección Suiza

### Categorías inferiores
Internacional con las categorías inferiores de la selección de baloncesto de Suiza, disputó la clasificación para el Europeo Sub-20 de 2004 celebrado en Brno, República Checa, no logrando la selección suiza clasificarse.
Jugó 5 partidos con un promedio de 3,6 puntos (100 % en tiros libres), 1,6 rebotes y 1 robo en 18,4 min de media.

### Absoluta
Debutó con la absoluta de Suiza en el EuroBasket División B de 2005, no logrando Suiza clasificarse para el EuroBasket 2005 celebrado en Serbia y Montenegro.
Jugó 1 partido en el que metió 12 puntos (6-12 de 2), cogió 5 rebotes, dio 5 asistencias y robó 1 balón en 22 min de juego.
Disputó el EuroBasket División B de 2007, cayendo Suiza contra Gran Bretaña en la eliminatoria para acceder a la fase de clasificación para el EuroBasket 2007 celebrado en España.
Jugó 7 partidos con un promedio de 4 puntos (33,3 % en triples) y 1,6 rebotes en 16 min de media.
Disputó el EuroBasket División B de 2009, no logrando Suiza clasificarse para el EuroBasket 2009 celebrado en Polonia.
Jugó 8 partidos con un promedio de 5,9 puntos (57,7 % en tiros de 2, 40 % en triples y 71,4 % en tiros libres) en 14,1 min de media.
Disputó el EuroBasket División B de 2011, quedando Suiza 2ª del Grupo C.
Jugó 6 partidos con un promedio de 3,2 puntos (33,3 % en triples y 75 % en tiros libres) y 2,3 rebotes en 16,3 min de media.
Disputó la Fase de Clasificación para el EuroBasket 2013, celebrado en Eslovenia, no logrando Suiza clasificarse.
Jugó 1 partido en el que cogió 1 rebote en 4 min.
Disputó la Clasificación para el EuroBasket 2015, celebrado entre Alemania, Croacia, Francia y Letonia, no logrando Suiza clasificarse.
Jugó 8 partidos de 1ª fase y 4 de 2ª fase, promediando en la 1ª fase 2,6 puntos (60 % en tiros libres), 2,4 rebotes y 2 asistencias en 15,1 min de media, mientras que en la 2ª fase promedió 2,5 puntos (33,3 % en triples), 2,5 rebotes y 1,3 asistencias en 17,8 min de media.